# Constantine Louloudis
Constantine Michael Louloudis (ur. 15 września 1991 w Londynie) – brytyjski wioślarz, brązowy medalista olimpijski.
Uczęszczał do Eton College. 

## Osiągnięcia
- Mistrzostwa świata U-23 – Brześć 2010 – czwórka bez sternika – 2. miejsce
- Mistrzostwa świata U-23 – Amsterdam 2011 – dwójka bez sternika – 1. miejsce
- Igrzyska olimpijskie – Londyn 2012 – ósemka – 3. miejsce
- Mistrzostwa świata – Amsterdam 2014 – ósemka – 1. miejsce